# Coptosapelta
Coptosapelta là một chi thực vật có hoa trong họ Thiến thảo (Rubiaceae).

## Loài
Chi Coptosapelta gồm các loài: